# April Love
April Love (bra: Primavera de Amor ou Primavera do Amor) é um filme norte-americano de 1957, do gênero comédia dramático-romântico-musical, dirigido por Henry Levin, com roteiro de Winston Miller baseado no romance Phantom Filly, de George Agnew Chamberlain
Refilmagem de Home in Indiana, April Love foi gravado em uma fazenda no interior do Kentucky, o que proporcionou uma esplêndida fotografia. A canção título,  composta por Sammy Fain e Paul Francis Webster, foi indicada ao Oscar e deu a Pat Boone um dos maiores e mais duradouros sucessos de sua carreira.

## Prêmios e indicações
| Prêmio     | Categoria              | Recipiente                                      | Situação |
| ---------- | ---------------------- | ----------------------------------------------- | -------- |
| Oscar 1958 | Melhor canção original | Sammy Fain, Paul Francis Webster ("April Love") | Indicado |

## Elenco
| Ator/Atriz       | Personagem      |
| ---------------- | --------------- |
| Pat Boone        | Nick Conover    |
| Shirley Jones    | Liz Templeton   |
| Dolores Michaels | Fran Templeton  |
| Arthur O'Connell | Jed Bruce       |
| Matt Crowley     | Dan Templeton   |
| Jeanette Nolan   | Henrietta Bruce |
| Bradford Jackson | Al Turner       |

## Sinopse
Nick Conover, jovem da cidade grande, é preso por pequenos roubos e condenado a cumprir pena em uma fazenda do Kentucky. A princípio reticente quanto à vida na roça, Nick vai aos poucos mudando de ideia depois que se interessa por um cavalo de corrida. Ele decide tornar-se campeão dos hipódromos e para isso conta com o apoio de Liz Templeton, a garota por quem se apaixonou.